# Bahawalpur (Distrikt)

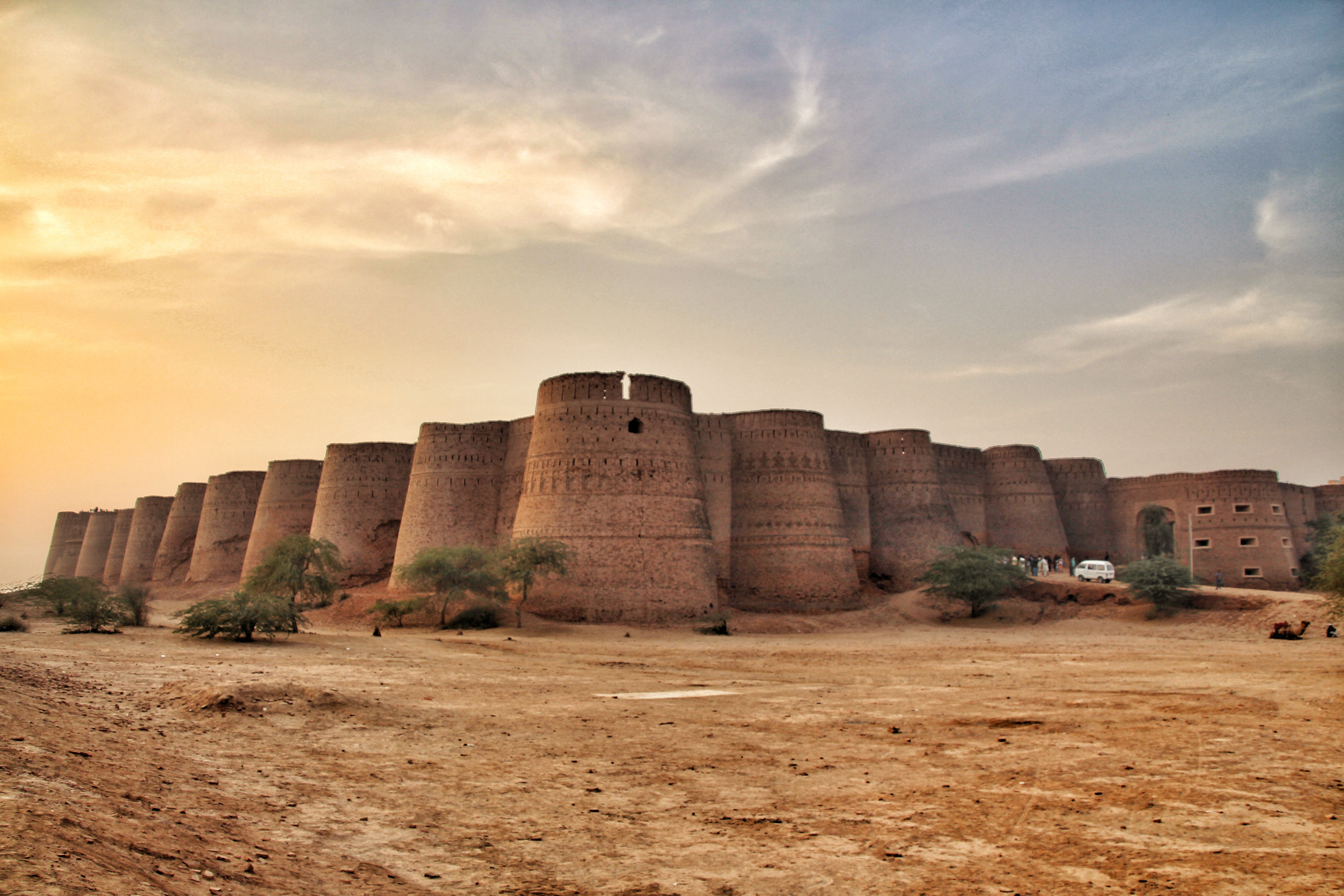
Das Derawar Fort befindet sich in der Wüste von Bahawalpur

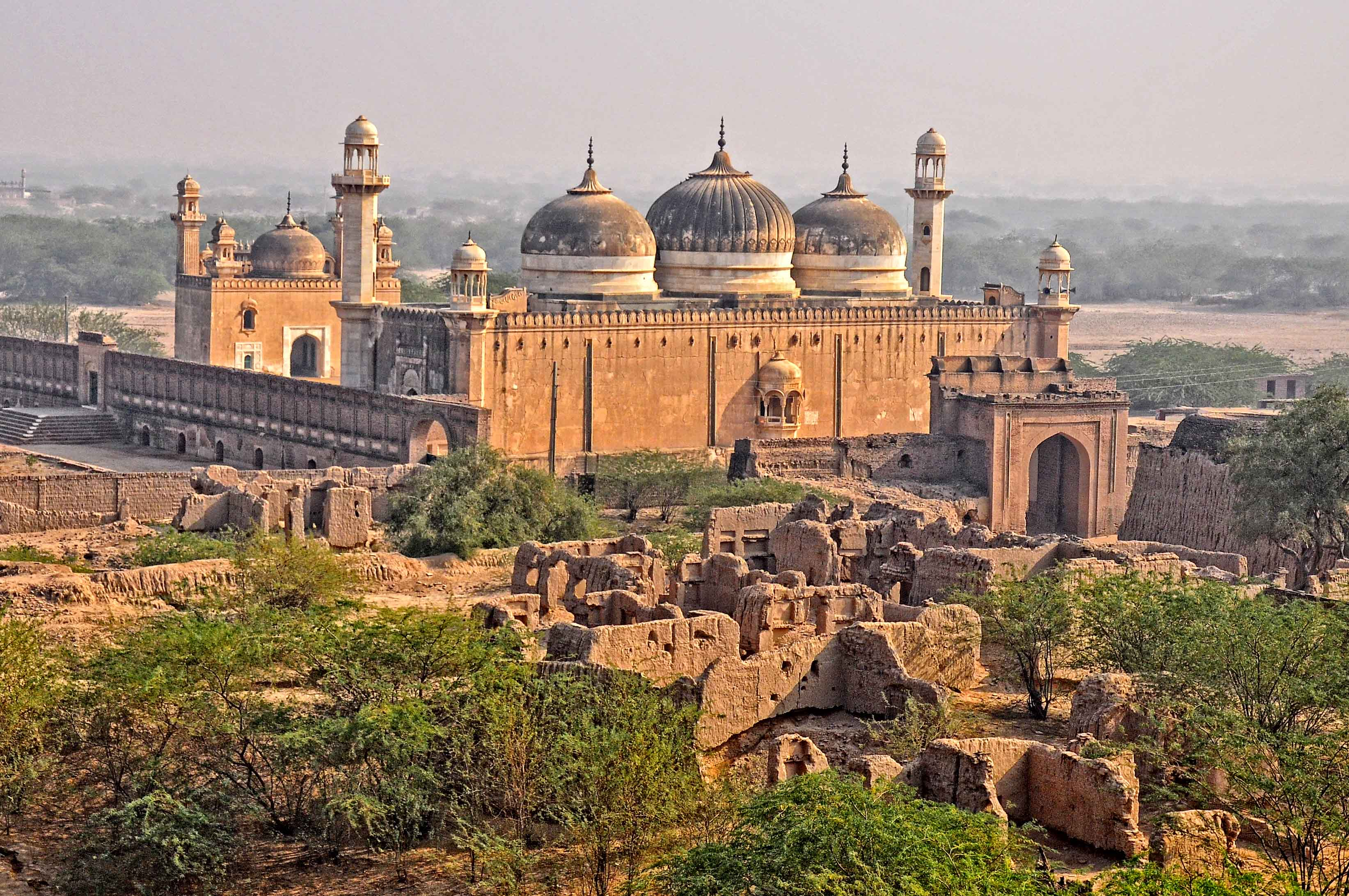
Moschee in der Nähe des Forts

Der Distrikt Bahawalpur ist ein Verwaltungsdistrikt in Pakistan in der Provinz Punjab. Sitz der Distriktverwaltung ist die gleichnamige Stadt Bahawalpur.
Der Distrikt hat eine Fläche von 24.830 km² und nach der Volkszählung von 2017 3.668.106 Einwohner. Die Bevölkerungsdichte beträgt 148 Einwohner/km². Im Distrikt wird zur Mehrheit die Sprache Saraiki gesprochen.

## Geografie
Bahawalpur liegt im Süden der Provinz Punjab und grenzt im Süden und Südosten an Indien, im Nordosten an Bahawalnagar, im Norden an Vehari, Lodhran und Multan, im Westen an Rahimyar Khan und im Nordwesten an Muzaffargarh. Der Distrikt ist der größte in Punjab und besteht zu zwei Dritteln aus Wüste. Der Distrikt ist ein bedeutender Baumwollproduzent.

## Geschichte
Die Region kam 711 unter die Kontrolle der Umayyaden durch die Eroberungen von Muhammad ibn al-Qasim. Später gehörte die Region zu den Ghaznawiden, dem Sultanat von Delhi und dem Mogulreich, die alle kulturelle Einflüsse hinterlassen haben. Ab 1802 existierte Bahawalpur als ein eigener Staat der allerdings zu einem Vasallen der Briten wurde. 1947 trat er Pakistan bei, die endgültige Auflösung und Eingliederung in die Provinz Westpakistan erfolgte jedoch erst 1955.

## Demografie
Zwischen 1998 und 2017 wuchs die Bevölkerung um jährlich 2,18 %. Von der Bevölkerung leben ca. 32 % in städtischen Regionen und ca. 68 % in ländlichen Regionen. In 584.864 Haushalten leben 1.879.311  Männer, 1.788.578 Frauen und 217 Transgender, woraus sich ein Geschlechterverhältnis von 105,1 Männer pro 100 Frauen ergibt und damit einen für Pakistan üblichen Männerüberschuss.
Die Alphabetisierungsrate in den Jahren 2014/15 bei der Bevölkerung über 10 Jahren liegt bei 45 % (Frauen: 36 %, Männer: 55 %) und liegt damit unter dem Durchschnitt der Provinz Punjab von 63 %.
| Jahr | Einwohnerzahl |
| ---- | ------------- |
| 1972 | 1.071.026     |
| 1981 | 1.453.438     |
| 1998 | 2.433.091     |
| 2017 | 3.668.106     |